# Seneca Village
Le Seneca Village était une communauté établie au XIXe, principalement habitée par des propriétaires afro-américains, située dans l'arrondissement de Manhattan à New York, sur un territoire qui fait aujourd'hui partie de Central Park. Cette communauté se trouvait près de ce qui est maintenant le quartier Upper West Side. Si les rues actuelles traversaient le parc, le village aurait été délimité par Central Park West et le prolongement des rues 82 et 89, ainsi que de la Septième Avenue.

## Étymologie

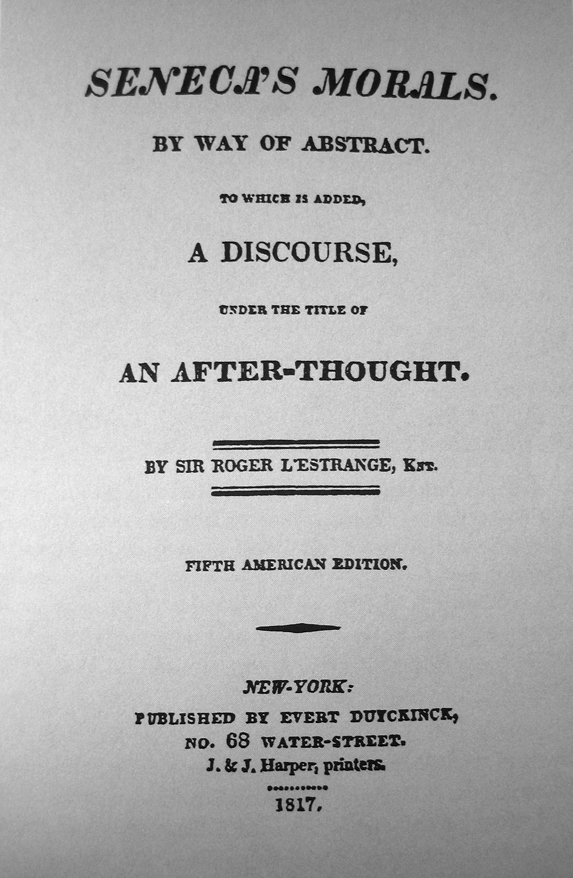
Seneca's Morals, 1817, édition américaine, premier livre publié par Harper. La lettre 47 pourrait avoir influencé le nom du village de Seneca.

L'origine du nom Seneca Village reste obscure, et n'est documentée que par Thomas McClure Peters, recteur de l'église épiscopale Saint-Michel. Plusieurs théories sont toutefois avancées à ce sujet,,.
1. Une théorie suggère que le mot Seneca provient du philosophe romain Sénèque le Jeune, dont les Lettres à Lucilius - en particulier la Lettre 47 (Seneca) - sont appréciées par les militants afro-américains[4], et les abolitionnistes[1],[2]. L'universitaire Leslie M. Alexander note que cela pourrait être une influence de l'African Free School[5].
2. Le village pourrait également avoir été nommé d'après la nation amérindienne des Sénécas[1]. Bien que la présence spécifique des Sénécas soit peu probable étant donné l'éloignement de leur territoire, Peters mentionne la présence de « Blancs, Noirs et Indiens » parmi la population diverse du site, ainsi que des « Blancs, Noirs et toutes les nuances intermédiaires » qui prient à l'église All Angels'[6]. Un rapport ultérieur fait également état d'« aborigènes et d'Indiens métis » dans son école du dimanche[7]. Après 1857, Peters s'implique dans une mission religieuse auprès des Ramapo Lenape, une communauté multiethnique, dans une section voisine du New Jersey près du Ringwood Manor de son ami Abram Hewitt[8].
3. Selon l'historienne de la Central Park Conservancy, Sara Cedar Miller, le nom Seneca pourrait avoir été influencé par des insultes racistes visant à la fois les Amérindiens et les Noirs[3].
4. : Une autre théorie avance que Seneca Village pourrait avoir été nommé d'après le Sénégal, pays d'Afrique de l'Ouest, qui pourrait être le pays d'origine de certains habitants du village[2],[1].
5. Le nom pourrait également provenir de son utilisation comme mot de code sur le Chemin de fer clandestin , lorsque des esclaves fugitifs des États du Sud des États-Unis sont cachés dans les zones environnantes[1]. Dans le Burned-over district socialement actif, il existe une concentration notable d'abolitionnisme autour de Rochester et Seneca Falls dans l'ancien territoire Seneca de l'ouest de l'État de New York[9].

## Existence

### Développement
Les caractéristiques naturelles du paysage de Seneca Village qui subsistent encore aujourd'hui comprennent Summit Rock, alors connu sous le nom de Goathill, la plus haute élévation naturelle dans l'actuel Central Park, et la source Tanner située près de sa base sud. La rue principale de l'établissement est Spring Street comme indiqué sur une carte de 1838, ou old Lane sur une carte de 1856, et elle se connecte à Stillwells Lane.

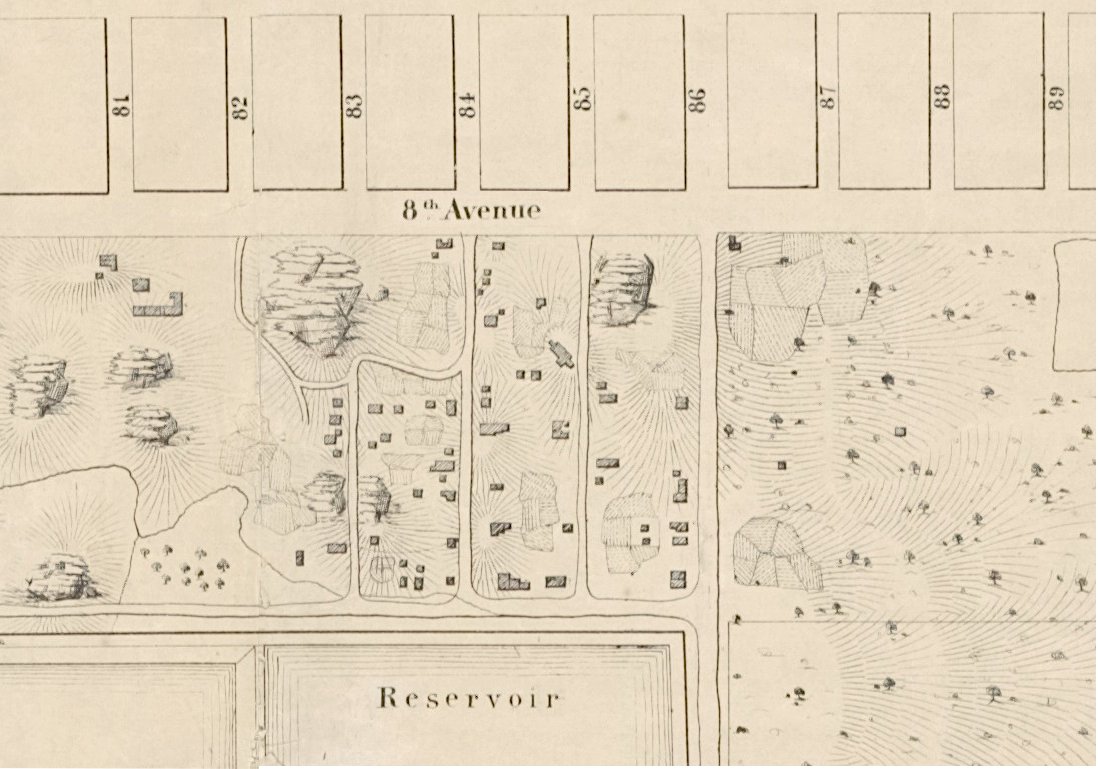
Carte montrant l'ancien emplacement de Seneca Village (Egbert Viele, 1856)

Le précédent propriétaire avant l'établissement afro-américain est un fermier blanc nommé John Whitehead, qui acquiert sa propriété en 1824. Un an plus tard, Whitehead commence à vendre des parcelles plus petites de sa propriété,,,. À cette époque, la zone est éloignée du cœur de New York City, qui est centré au sud de la 23e rue dans ce qui est maintenant le Lower Manhattan. Le 27 septembre 1825, un homme afro-américain de 25 ans nommé Andrew Williams, employé comme cireur de chaussures et plus tard comme charretier, achète trois lots aux Whitehead pour 125 dollars,,. Le même jour, Epiphany Davis, administrateur de l'Église Africaine Méthodiste Épiscopale Sion et employé comme commis dans un magasin d'alimentation animale, achète douze lots pour 578 dollars,. Les deux hommes sont membres de la Société Africaine de New York pour l'Entraide Mutuelle , une organisation dont les membres se soutiennent financièrement les uns les autres. L'Église AME Zion achète six lots supplémentaires la même semaine, et en 1832, au moins 24 lots ont été vendus à des Afro-Américains,,. Un développement supplémentaire à proximité est centré autour de York Hill, une parcelle délimitée par l'emplacement prévu des Sixième et Septième Avenues, entre les 79e et 86e rues. York Hill appartient principalement à la ville, mais 5 acre (2,0 hectares) sont achetés par William Matthews, un jeune Afro-Américain, à la fin des années 1830. L'Église de l'Union Africaine de Matthews achète également des terres à Seneca Village à cette même période.
Après l'abolition de l'esclavage dans l'État de New York en 1827, un nombre croissant d'Afro-Américains s'installe à Seneca Village,,. Dans les années 1830, les habitants de York Hill sont contraints de partir pour permettre la construction d'un bassin destiné au Croton Distributing Reservoir. De nombreux résidents de York Hill s’installent alors à Seneca Village. Les imposants murs de granit du réservoir constituent un repère notable, délimitant Seneca Village à l'est. Le village offre un refuge sûr lors de l'émeute anti-abolitionniste de 1834.
Plus tard, lors de la Grande Famine en Irlande, de nombreux immigrants irlandais s'installent à Seneca Village, augmentant sa population de 30 % pendant cette période. Afro-Américains et Irlandais, bien que marginalisés et confrontés à la discrimination dans le reste de la ville, vivent à proximité les uns des autres malgré les tensions sociales et raciales existantes. En 1855, un tiers de la population du village est d'origine irlandaise. George W. Plunkitt, futur homme politique de Tammany Hall, naît en 1842 de Pat et Sara Plunkitt, parmi les premiers colons irlandais installés à l'ouest du village, sur Nanny Goat Hill ,. Cette zone se trouve près d'un groupe de foyers irlando-américains dirigé par John Gallagher. Richard Croker (en), qui deviendra plus tard le chef de Tammany, naît en Irlande avant d'émigrer avec sa famille à Seneca Village en 1846. Il y réside jusqu'à ce que son père obtienne un emploi leur permettant de déménager,.
En 1855, Seneca Village compte 52 maisons. Sur les cartes de l’époque, la majorité des habitations sont décrites comme des maisons en bois d’un à trois étages. Des fouilles archéologiques révèlent des fondations en pierre et des matériaux de toiture, suggérant une construction soignée. Certaines structures sont identifiées comme des cabanes, indiquant une qualité de construction inférieure. Le taux de propriété foncière parmi les résidents noirs est nettement plus élevé que dans le reste de la ville : en 1850, plus de la moitié d’entre eux possèdent un bien immobilier, soit un taux cinq fois supérieur à celui des habitants de New York dans leur ensemble. De nombreux Afro-Américains de Seneca Village sont propriétaires et bénéficient d’une relative stabilité économique par rapport à leurs homologues du quartier de Little Africa, près de Greenwich Village. Certains possèdent des terrains à Seneca Village tout en résidant dans le centre-ville, considérant peut-être ces propriétés comme un investissement.

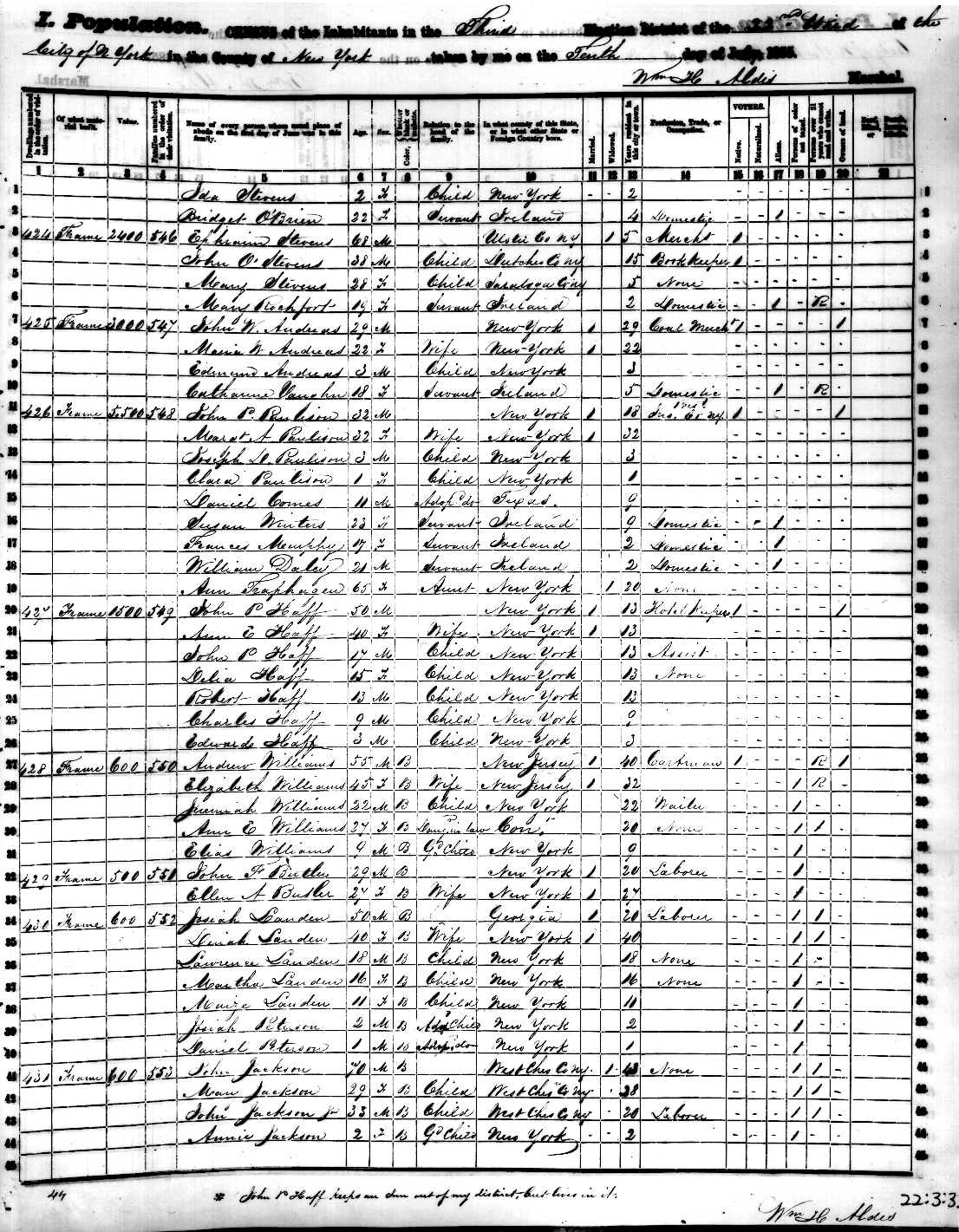
Page du recensement de l'État de New York de 1855 Le recensement de 1855 a été le dernier recensement avant la destruction de Seneca Village pour la construction de Central Park

### Population
D'après l'analyse de divers documents, dont les recensements, les cartes et les registres fiscaux, les chercheurs estiment qu'en 1855, environ 225 personnes vivent à Seneca Village. En moyenne, les résidents y habitent depuis 22 ans. Les trois quarts d'entre eux s'y sont installés au moins depuis 1840, et presque tous y résident depuis 1850,. Ce niveau inhabituellement élevé de stabilité résidentielle confère à la communauté un sentiment de permanence et de sécurité.
À cette époque, la majorité de la population new-yorkaise vit au sud de la 14e rue, tandis que la région située au nord de la 59e rue reste peu développée, présentant un caractère semi-rural ou rural.
Une loi adoptée en 1821 dans l'État de New York impose aux hommes afro-américains de posséder un bien d'une valeur minimale de 250 dollars et de résider dans l'État depuis au moins trois ans pour pouvoir voter,. La propriété foncière constitue ainsi un moyen d'acquérir du pouvoir politique, et l'achat de terrains par des Afro-Américains influence probablement leur engagement politique,. En 1845, sur les 13 000 Noirs vivant à New York, seuls 100 ou 91 sont éligibles au vote cette année-là,,. Parmi eux, 10 résident à Seneca Village,,. 
Cependant, de nombreux habitants demeuraient pauvres, travaillant dans des secteurs tels que la construction, le travail journalier ou les services alimentaires. Seuls trois résidents pouvaient être considérés comme faisant partie de la classe moyenne en fonction de leur métier, dont deux étaient épiciers et le troisième aubergiste. De nombreuses femmes noires travaillaient comme domestiques.
Toutefois, l'historienne Leslie M. Harris (en) soutient que la classe moyenne afro-américaine de l'époque doit être jugée selon des critères éducatifs et sociaux différents de ceux de la classe moyenne blanche. Beaucoup de résidents vivaient dans des maisons qu'ils ne possédaient pas, ce qui démontre qu'il existait une stratification sociale importante malgré le taux élevé de propriété foncière à Seneca Village. Les cartes montrent que les résidents possédaient des jardins, probablement destinés à la culture de nourriture pour leur propre consommation. Ils dépendaient également des ressources naturelles abondantes à proximité, telles que les poissons du fleuve Hudson et le bois de chauffage des forêts voisines, ainsi que le bois dérivé. Certains résidents possédaient aussi des granges et élevaient du bétail. Il est probable que Tanner's Spring fournissait de l'eau potable au village.

### Institutions communautaires
La stabilité économique et culturelle de Seneca Village favorise le développement de plusieurs institutions communautaires. Le village comptait trois églises, deux écoles et trois cimetières,, ; en 1855, environ les deux tiers des habitants fréquentaient régulièrement l'église. Deux des églises, la First African Methodist Episcopal Zion Church de Yorkville et l'African Union Church, étaient entièrement noires, tandis que l'All Angels' Church était racialement mixte.

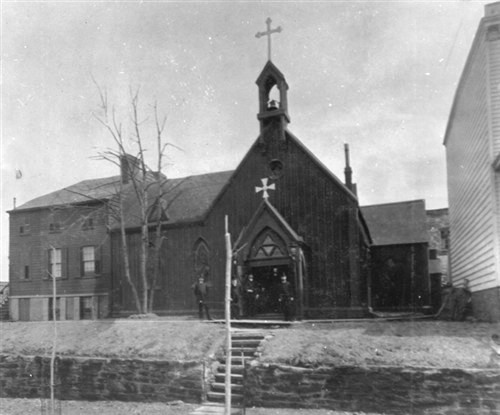
All Angels' Church en 1887, après que le bâtiment de l'église ait été physiquement déplacé.

L'église AME Zion, une dénomination fondée officiellement dans le bas de Manhattan en 1821, possédait un terrain destiné aux sépultures à Seneca Village dès 1827. La congrégation de Seneca Village était connue sous le nom d'AME Zion Branch Militant à partir de 1848. En 1853, l'Église établit une congrégation et construisit un bâtiment religieux à Seneca Village. L'église maintenait une école dans son sous-sol. Le bâtiment de l'église fut détruit lors de la démolition de Seneca Village. 
L'African Union Church, une dénomination méthodiste, acquiert des terrains à Seneca Village en 1837, à environ 30 mètres de l'AME Zion Church. Elle comptait 50 membres. À côté de l'African Union Church se trouvait une branche de l'African Free School, fondée au milieu des années 1840, qui devint la Colored School No. 3 dans le cadre du système scolaire public dans les années 1850,, avec 75 élèves. L'école était dirigée par l'enseignante Caroline W. Simpson. 
L'église All Angels' est fondée en 1846 en tant qu'affiliée de l'église épiscopale St. Michael's, une église de fidèles blancs aisés dont le campus principal se situe à l'intersection de l'avenue Amsterdam et de la 99e rue dans le quartier de Bloomingdale. St. Michael's avait précédemment établi une école du dimanche dans la région en 1833, fondée par William Richmond et dirigée par son frère James Cook Richmond dans le cadre d'une mission religieuse à Seneca Village et ses environs, accueillant initialement quarante enfants. Au début, l'église est hébergée dans la maison d'un policier blanc, mais une église en bois est construite sur la 84e rue en 1849. La congrégation est racialement diverse, avec des paroissiens noirs et protestants allemands venant de Seneca Village et des environs.  
Elle ne compte que 30 paroissiens de Seneca Village. Un cimetière est créé pour servir la congrégation, très utilisé pendant l'épidémie de choléra de 1849, mais il est fermé par la loi municipale en 1851 avec tous les cimetières au sud de la 86e rue. Le cimetière St. Michael's dans le Queens est établi par la suite comme remplacement pour cette communauté et d'autres. Lorsque la communauté est rasée, l'église est physiquement déplacée de quelques pâtés de maisons vers l'ouest, et est officiellement incorporée à l'angle de la 81e rue et de West End Avenue,.

### Colonies voisines
Bien que Seneca Village soit la plus grande ancienne colonie de ce qui est maintenant Central Park, elle est également entourée de zones plus petites qui sont principalement occupées par des immigrants irlandais et allemands,.  L'une de ces zones, appelée Pigtown, est un établissement de 14 familles majoritairement irlandaises situé dans le coin sud-est de l'actuel parc, et doit son nom au fait que les résidents y élèvent des porcs et des chèvres. Pigtown est initialement située plus au sud, entre la Sixième et la Septième Avenue, quelque part dans les rues numérotées « 50 », mais est forcée de se déplacer vers le nord en raison des plaintes concernant les fortes odeurs d'animaux. Trente-quatre familles supplémentaires, principalement irlandaises, vivent dans une zone délimitée par les 68e et 72e rues, entre la Septième et la Huitième Avenue. À proximité, sur l'emplacement actuel du Tavern on the Green (en), se trouve un ensemble d'usines de fonte d'os, qui emploient des habitants de Seneca Village et des établissements voisins. Au sud-ouest de Seneca Village se trouve l'établissement de Harsenville, qui fait maintenant partie de l'Upper West Side entre les 66e et 81e rues. 
Il existe également deux établissements allemands : l'un à l'extrémité nord de l'actuel parc et l'autre au sud de l'actuel réservoir Jacqueline Kennedy Onassis. Beaucoup de résidents irlandais et allemands sont aussi des agriculteurs possédant leurs propres jardins. Un établissement supplémentaire dans le coin nord-est de Central Park comprend une partie de l'ancienne Boston Post Road. Ce coin abrite le col McGowan (en), une caractéristique topographique qui est le site d'un campement hessois pendant la guerre d'indépendance américaine, et le Blockhouse No. 1, une fortification toujours existante construite pendant la guerre de 1812. L'Académie Mount St. Vincent est également située près du col McGowan jusqu'en 1881. Un établissement irlandais plus tardif est connu sous le nom de Goatville,.

## Disparition

### Aménagement du parc central
Dans les années 1840, des membres de la haute société new-yorkaise réclament publiquement la création d’un grand parc à Manhattan. Parmi les principaux partisans de ce projet figurent William Cullen Bryant, rédacteur en chef du New York Evening Post, et Andrew Jackson Downing, l’un des premiers paysagistes américains,. Un comité spécial sur les parcs est alors constitué afin d’examiner les sites potentiels pour ce futur espace vert. L’un des premiers sites envisagés est Jones’s Wood, une propriété de 160 acres (65 hectares) située entre la 66e et la 75e rue, dans l’Upper East Side . Toutefois, plusieurs familles aisées, notamment les Jones et les Schermerhorn, s’opposent à l’expropriation de leurs terres. Downing exprime sa préférence pour un parc d’au moins 500 acres (200 hectares), situé entre la 39e rue et la rivière Harlem ,. En 1851, l’adoption d’une loi visant à acquérir Jones’s Wood est suivie d’une action en justice menée par les familles concernées. Ces dernières obtiennent une injonction empêchant l’acquisition du terrain, et la transaction est finalement déclarée inconstitutionnelle,.
Le deuxième site proposé pour l'aménagement d'un grand parc public couvre une superficie de 750 acres (300 hectares) et est désigné sous le nom de « Central Park ». Il s'étend entre la 59e et la 106e rue, entre la Cinquième et la Huitième Avenue,. Le projet de Central Park reçoit progressivement le soutien de divers groupes. Après l'annulation d'une seconde loi visant à acquérir Jones’s Wood,, la législature de l'État de New York adopte le « Central Park Act » en juillet 1853,. Cette loi autorise un comité de cinq commissaires à entamer l’acquisition des terrains nécessaires et prévoit la création d’un fonds dédié au financement du parc,.
Dans les années précédant l’acquisition de Central Park, la communauté de Seneca Village fait l’objet de descriptions péjoratives, incluant des insultes raciales,. Les partisans du projet de parc et les médias qualifient Seneca Village et les autres communautés de la zone de « bidonvilles », et décrivent leurs habitants comme des« squatteurs », des « vagabonds » ou encore des « vauriens » ; les résidents irlandais et afro-américains sont fréquemment qualifiés de « misérables » et de « dégradés ». On accuse également les habitants de vols de nourriture et de gérer des débits de boissons illégaux. Parmi les détracteurs figure Egbert Ludovicus Viele (en), premier ingénieur du parc, qui rédige un rapport mentionnant un « refuge de cinq mille squatteurs » sur le futur site de Central Park, dans lequel il critique les résidents, affirmant qu’ils possèdent « très peu de connaissances de la langue anglaise » et « très peu de respect pour la loi ». D’autres critiques vont jusqu’à comparer les habitants à des « insectes obstinés » et utilisent des insultes raciales pour désigner Seneca Village. Bien qu’une minorité des habitants de Seneca Village soient propriétaires, la majorité dispose d’accords formels ou informels avec des bailleurs ; seuls quelques résidents sont de véritables squatteurs, sans autorisation d’occupation de la part d’un propriétaire,.

### Démolition
En 1853, les commissaires chargés du projet de Central Park entament une évaluation foncière portant sur plus de 34 000 parcelles situées dans et autour du futur parc. Cette opération s’achève en juillet 1855, puis la Cour suprême de l’État de New York valide officiellement les évaluations en février de l’année suivante. Tous les propriétaires fonciers ainsi que les titulaires de baux de longue durée reçoivent une compensation financière. Toutefois, seuls environ 20 % des habitants de Seneca Village sont propriétaires de leurs terrains,. Dans le cadre de cette évaluation fiscale, les propriétaires se voient proposer en moyenne 700 dollars pour leurs biens,. Ces indemnisations suscitent néanmoins des contestations. Par exemple, Andrew Williams reçoit 2 335 dollars pour sa maison et trois lots, alors qu’il en avait initialement demandé 3 500 ; malgré cela, le montant final représente une nette plus-value par rapport aux 125 dollars qu’il avait déboursés pour le même terrain en 1825,,.
Le déblaiement commence dès la publication du rapport de la commission de Central Park, en octobre 1855,. La ville commence alors à appliquer des réglementations peu connues, forçant les résidents de Seneca Village à payer un loyer. Des membres de la communauté tentent de conserver leurs terres,. Pendant deux ans, les habitants protestent et intentent des actions en justice pour empêcher la vente de leurs biens,. Toutefois, à la mi-1856, le maire Fernando Wood l’emporte, et les résidents de Seneca Village reçoivent des avis d’expulsion définitifs. En 1857, la municipalité acquiert l’ensemble des propriétés privées de Seneca Village par le biais de l’expropriation pour utilité publique, et le 1er octobre, les autorités new-yorkaises annoncent que les derniers occupants du terrain destiné à devenir Central Park ont été expulsés. Un article de presse de l’époque indique que Seneca Village ne serait « pas oublié ... car bien des luttes brillantes et animées ont eu lieu pendant cette campagne. Mais la suprématie de la loi a été imposée par les matraques des policiers »,.
En 1857, l’ensemble des habitants du village est expulsé, et toutes les propriétés situées dans le périmètre de Central Park sont démolies. La seule institution de Seneca Village à survivre est l’église All Angels, qui est relocalisée à quelques rues de là, bien que sa congrégation soit entièrement nouvelle, à l’exception d’un seul ancien membre. Peu de documents indiquent où les résidents se sont installés après leur expulsion, la communauté ayant été entièrement dissoute,. Au cours du XXe, aucun descendant de résidents de Seneca Village n’est identifié. Un appel lancé ultérieurement permet cependant de retracer la lignée d’Andrew Williams, premier acheteur de terrain dans le village, dont le nom est transmis au fil des générations jusqu’à aujourd’hui, comme l’atteste la généalogiste familiale Ariel Williams.
Ailleurs dans Central Park, les effets des expulsions se révèlent moins sévères. Certains résidents, comme le propriétaire de fonderie Edward Snowden, se contentent de déménager. Les personnes les plus durement touchées par la construction du parc sont les squatteurs et les éleveurs de porcs, qui ne reçoivent aucune compensation pour leur éviction. Quelques traces de Seneca Village subsistent néanmoins au fil des années. En 1871, alors que des ouvriers déracinent des arbres à l’angle de la 85e Rue et de Central Park West, ils découvrent deux cercueils contenant des personnes afro-américaines issues de Seneca Village. Un demi-siècle plus tard, un jardinier nommé Gilhooley met involontairement au jour un ancien cimetière de Seneca Village en retournant la terre au même endroit ; le site est ensuite surnommé « Gilhooley’s Burial Plot » en son honneur,.

## Redécouverte
La communauté de Seneca Village tombe largement dans l’oubli pendant plus d’un siècle après sa destruction. Elle revient à l’attention du public à la fin des années 1970 grâce à Peter Salwen, qui remarque une discordance entre les cartes de la ville représentant une architecture notable et la réputation négative attribuée au village. Il intègre ces observations dans son ouvrage Upper West Side Story, publié en 1989,. L’intérêt du grand public pour Seneca Village renaît avec la publication, en 1992, du livre The Park and the People: A History of Central Park de Roy Rosenzweig et Elizabeth Blackmar, qui décrit en détail cette communauté. En 1997, la New-York Historical Society consacre une exposition à Seneca Village. L’histoire de ce village est depuis régulièrement citée dans les discussions sur les déplacements de communautés racialisées et les projets contemporains de rénovation urbaine. 

### Commémoration
Le Seneca Village Project est créé en 1998 grâce à une collaboration entre Cynthia Copeland, de la New-York Historical Society, Nan Rothschild, du Barnard College, et Diana Wall, du City College of New York,. Il est ensuite structuré sous l’égide de l’organisme à but non lucratif Institute for the Exploration of Seneca Village History. Le projet a pour mission de sensibiliser le public à l’importance de Seneca Village en tant que communauté afro-américaine libre et de classe moyenne dans le New York du XIXe. Il organise des programmes éducatifs à destination des écoliers, des enseignants et du grand public, contribuant ainsi à faire connaître l’histoire de Seneca Village. 
En février 2001, l'ex-commissaire des Parcs Henry Stern (homme politique) (en), le sénateur de l'État David Paterson, la présidente de district C. Virginia Fields et la directrice exécutive de la New York Historical Society Betsy Gotbaum inaugurent une plaque commémorative du site où se trouvait autrefois Seneca Village,. La plaque est installée près du terrain de jeux Mariners, à l'angle de la 85e rue et de Central Park West,.
En 2019, la ville lance un appel à projets pour ériger une statue en hommage à la famille Lyons, propriétaires fonciers du village : Albro Lyons Sr. (également membre de la New York African Society for Mutual Relief), Mary Joseph Lyons (née Marshall) et leurs enfants, notamment Maritcha Remond Lyons. La statue est destinée à être installée à la hauteur de la 106e Rue, dans la section North Woods et North Meadow (en) du parc. Le projet reçoit le soutien financier de plusieurs donateurs privés, parmi lesquels la Andrew W. Mellon Foundation, la Ford Foundation, la JPB Foundation et la Laurie M. Tisch Illumination Fund.
En 2019 également, l’exposition en plein air Discover Seneca Village ouvre avec des panneaux historiques temporaires répartis sur le site de l’ancien village de Seneca, dans Central Park. Initialement prévue jusqu’en octobre 2020,, l’exposition voit sa durée prolongée,,. 

### Fouilles archéologiques
À la suite de l’exposition Before Central Park: The Life and Death of Seneca Village, présentée en 1997 à la New-York Historical Society,, Cynthia Copeland, Diana Wall, Nan Rothschild et Herbert Seignoret décident d'examiner si des traces archéologiques du village subsistent. Ils collaborent avec des historiens locaux, des églises et des groupes communautaires afin d’orienter leur projet de recherche sur le site. En juin 2000, ils entament, avec d'autres chercheurs, des tests d'imagerie pour localiser d’éventuelles traces de Seneca Village. Le projet, mené avec la participation d’étudiants, combine recherches archivistiques approfondies et détection à distance préliminaire. L’équipe utilise des carottages de sol pour repérer les zones susceptibles de contenir des sols non perturbés. En 2005, elle emploie un radar à pénétration de sol qui permet d’identifier avec succès des vestiges du village. Après de longues discussions avec le New York City Department of Parks et la Central Park Conservancy, les chercheurs obtiennent l’autorisation de réaliser des fouilles exploratoires dans les zones jugées les plus susceptibles de contenir des dépôts archéologiques intacts.
Des fouilles sont menées en 2004, en août 2005 puis à la mi-2011,,,. Lors de la campagne de 2011, les archéologues mettent au jour les murs de fondation et des dépôts de cave de la maison de William Godfrey Wilson, sacristain de l’église All Angels’ Church, ainsi qu’un ensemble d’objets enfouis dans l’arrière-cour de deux autres habitants de Seneca Village. Plus de 250 sacs d’artéfacts sont recueillis, parmi lesquels le manche en os d’une brosse à dents et la semelle en cuir d’une chaussure d’enfant,,. En 2020, la New York City Landmarks Preservation Commission inaugure une exposition en ligne intitulée Seneca Village Unearthed, présentant environ 300 objets issus des fouilles de 2011,.

### Art et culture
La pièce The People Before the Park de Keith Josef Adkins est présentée pour la première fois en 2015 au sein de la compagnie Premiere Stages. La même année, la poétesse Marilyn Nelson publie son recueil intitulé My Seneca Village.
En 2021, le Metropolitan Museum of Art inaugure l’exposition Before Yesterday We Could Fly (en), une salle d’époque réimaginée. Celle-ci reconstitue l’intérieur de la maison d’un résident fictif de Seneca Village, telle qu’elle aurait pu exister à l’époque, mais également telle que ses descendants auraient pu y vivre dans le présent et le futur, si le village n’avait pas été détruit . Ces projections contemporaines et futures s’inspirent de l’Afrofuturisme, un courant artistique, esthétique et philosophique qui envisage des futurs possibles à travers le prisme de la diaspora africaine, en explorant des thèmes tels que l’imaginaire, l’autodétermination, la technologie et la libération .
L’histoire de Seneca Village est retracée dans la pièce The People Before the Park, mise en scène en 2015 par l’université Kean ,. La série animée musicale Central Park (2020) y fait également référence dès son premier épisode, dans lequel les personnages qualifient Seneca Village de « sombre chapitre » de l’histoire du parc.